# Hrot (časopis)
Hrot je český ekonomický server a prémiový magazín, dříve šlo o týdeník. Patří do skupiny SPM Media, součástí stálého týmu je například Pavel Páral, František Novák nebo ekonomický analytik Miroslav Zámečník. Jedním z cílů projektu je zvýšit zájem o ekonomické a politické dění u širší veřejnosti.
Od května 2020 vycházel pod vedením Vadima Fojtíka, v roce 2022 se stal jeho šéfredaktorem Tomáš Jeník. Současným šéfredaktorem webu Hrot24 je Michael Skřivan, magazín Hrot vede Tomáš Otta.
Časopis nejdříve patřil společnosti Touzimsky Publishing investora Jana Veverky. Od srpna 2022 patřil z 51 procent skupině BigBoard, v níž je Veverka přes Touzimsky Media menšinovým spoluvlastníkem. Touzimsky Publishing vlastnilo 49 %. Od října roku 2023 je novým vydavatelem a majitelem Hrotu skupina SPM Media Slavomíra Pavlíčka a Marka Španěla. Ta už vlastní například vydavatelskou společnost Echo Media či Radio Prostor. 